# Tamolanica dilena
Tamolanica dilena är en bönsyrseart som beskrevs av Giglio-tos 1912. Tamolanica dilena ingår i släktet Tamolanica och familjen Mantidae. Inga underarter finns listade i Catalogue of Life.